# Elaphria ditrigona
Elaphria ditrigona är en fjärilsart som beskrevs av Jones 1908. Elaphria ditrigona ingår i släktet Elaphria och familjen nattflyn. Inga underarter finns listade i Catalogue of Life.